# Percy Daniell
Percy Daniell   (Valparaíso, 9 de gener de 1889 - Sheffield, 25 de maig de 1946) va ser un matemàtic britànic nascut a Xile.

## Vida i Obra
Tot i haver nascut a Valparaíso (Xile), la seva família, que eren uns comerciants internacionals britànics, es va traslladar a Birmingham el 1895. En aquesta vila va fer els estudis secundaris a la King Edward's School, una de les grans escoles d'Anglaterra. A continuació va estar al Trinity College (Cambridge) aconseguint ser Senior Wrangler en els exàmens de la part I de matemàtiques de 1909, l'últim any que la universitat va publicar la classificació per mèrit. L'any següent es va examinar de la part II en ciències naturals.
Després d'un curs com a professor ajudant a la universitat de Liverpool, va anar dos cursos a la universitat de Göttingen per ampliar estudis amb David Hilbert i Max Born. El 1914 va ser contractat com a professor invitat per la universitat de Rice (Houston, Texas), de la qual va ser professor titular a partir de 1920. El 1923 va retornar a Anglaterra per a ser professor de la universitat de Sheffield, càrrec que va mantenir fins a la seva mort el 1946.
Des del punt de vista de les seves recerques, els seus anys més productius, van ser el que va estar a Houston. D'aquesta època són les seves dues aportacions més originals: el concepte d'integral (1918-1919) evitant la teoria de la mesura definint-la com un funcional sobre un espai de funcions i la definició rigorosa de la mitjana matemàtica (1920-1921). Durant els seus anys a Sheffield va fer treballs de matemàtiques aplicades sobre tot en els camps de la seguretat en la mineria i en la propagació de les flames.